# Rui Rodrigues
Rui de Gouveia Pinto Rodrigues (Maputo, 17 maggio 1943 – 23 febbraio 2024) è stato un calciatore e allenatore di calcio portoghese, di ruolo difensore.

## Carriera

### Club
Giocò sempre nel campionato portoghese.

### Nazionale
Collezionò 12 presenze con la propria Nazionale.

## Palmarès
- Campionato portoghese: 2

Benfica: 1971-1972, 1972-1973
- Coppa di Portogallo: 1

Benfica: 1971-1972